# Ґрабовець (Ґрудзьондзький повіт)
Ґрабовець (пол. Grabowiec, нім. Grabowitz) — село в Польщі, у гміні Ґрудзьондз Ґрудзьондзького повіту Куявсько-Поморського воєводства.
Населення — 99 осіб (2011).
У 1975-1998 роках село належало до Торунського воєводства.

## Демографія
Демографічна структура станом на 31 березня 2011 року:
|          | Загалом | Допрацездатний вік | Працездатний вік | Постпрацездатний вік |
| -------- | ------- | ------------------ | ---------------- | -------------------- |
| Чоловіки | 49      | 12                 | 34               | 3                    |
| Жінки    | 50      | 9                  | 31               | 10                   |
| Разом    | 99      | 21                 | 65               | 13                   |